# ولادیمیر گابولوف
ولادیمیر گابولوف (روسی: Владимир Борисович Габулов؛ زادهٔ ۱۹ اکتبر ۱۹۸۳) بازیکن فوتبال اهل روسیه است.
وی همچنین برندهٔ جوایزی همچون نشان دوستی شده‌است.
از باشگاه‌هایی که در آن بازی کرده‌است می‌توان به باشگاه فوتبال آنژی مخاچ‌قلعه، باشگاه فوتبال دینامو مسکو، باشگاه فوتبال زسکا مسکو، باشگاه فوتبال آمکار پرم و باشگاه فوتبال کوبان کراسنودار اشاره کرد.
وی همچنین در تیم ملی فوتبال روسیه بازی کرده‌است.